# 菅原崇聖
菅原 崇聖（すがわら たかとし、1987年3月13日 - ）は、ジャパンラグビーリーグワン清水建設江東ブルーシャークスに所属するラグビー選手。

## プロフィール
- 北海道倶知安町出身。
- ポジションはプロップ(PR)。
- 身長 175 cm、体重 110 kg
- ニックネームはガス、ガースー。
- アジア・パシフィックドラゴンズに選ばれたことがある[1]。

## 略歴
高校からラグビーを始めた。
2005年、函館ラ・サール高校卒業後、同志社大学に入る。
同志社大学卒業後、2012年、キヤノンイーグルス(現・横浜キヤノンイーグルス)に加入。同年9月1日に行われたジャパンラグビートップリーグ第1節のNTTドコモレッドハリケーンズ戦に先発出場で公式戦初出場を果たした。
2019年、清水建設ブルーシャークス(現・清水建設江東ブルーシャークス)に加入。